# Coprophanaeus parvulus
Coprophanaeus parvulus är en skalbaggsart som beskrevs av Olsoufieff 1924. Coprophanaeus parvulus ingår i släktet Coprophanaeus och familjen bladhorningar. Inga underarter finns listade i Catalogue of Life.